# Megalomus axillatus
Megalomus axillatus är en insektsart som beskrevs av Navás 1927. Megalomus axillatus ingår i släktet Megalomus och familjen florsländor. Inga underarter finns listade i Catalogue of Life.